# Sybra eson
Sybra eson là một loài bọ cánh cứng trong họ Cerambycidae.